# Chordodes capillatus
Chordodes capillatus är en tagelmaskart som beskrevs av Otto Friedrich Bernhard von Linstow 1901. Chordodes capillatus ingår i släktet Chordodes och familjen Chordodidae. Inga underarter finns listade i Catalogue of Life.